# Sophia von Formbach
Sophia von Formbach (* um 1050/55; † nach 1088) war durch Ehe römisch-deutsche Gegenkönigin und Gräfin von Salm.
Sie wurde geboren als Tochter von Graf Meginhard V. von Formbach und der Mathilde von Reinhausen, einer Tochter von Graf Elli.
Sie wurde mit dem deutschen Gegenkönig Hermann von Salm verheiratet, mit dem sie nahe verwandt war, so dass es angeblich Bestrebungen gab, diese Ehe wieder zu lösen. 1088 starb ihr Gemahl.
Sophia könnte um 1092 in zweiter Ehe Stephan II. von Sponheim geheiratet haben, dies ist jedoch bislang umstritten. Im Jahr 1096 war sie wieder Witwe.
Sophia, wie auch ihre Familie der Formbacher, hatte ein besonderes Naheverhältnis zum Stift Göttweig, welches sie reich beschenkte.

## Nachkommen
Mit ihrem ersten Ehemann Graf Hermann von Salm hatte sie folgende Kinder:
- Otto I. von Salm (* um 1080; † 1150), Pfalzgraf bei Rhein
- Hermann II. von Salm (1087–1135), Graf von Salm
- Dietrich von Salm (fl. 1095).

Mit ihrem hypothetischen zweiten Ehemann Stephan II. von Sponheim könnte sie u. a. folgende Kinder gehabt haben:
- Meginhard von Sponheim († 1136/45), Graf von Sponheim und Mörsberg.